# Verticillatae
Verticillatae is een beschrijvende plantennaam, voor een orde van tweezaadlobbige planten. Het Wettstein-systeem gebruikte deze naam voor een orde, ingedeeld in de onderklasse Choripetalae, met de volgende samenstelling:
- orde Verticillatae
familie Casuarinaceae

Deze orde is dus vergelijkbaar met de orde Casuarinales van Cronquist, aldaar ingedeeld in een onderklasse Hamamelidae.